# Рат нема женско лице
Рат нема женско лице (рус. У войны не женское лицо) је роман из 1985. године Свјетлане Александровне Алексијевич (блр. Святлана Аляксандраўна Алексіевіч), савремене белоруске новинарке и књижевнице, добитнице Нобелове награде за књижевност 2015. године. Српско издање објавила је издавачка кућа Чаробна књига 2015. године у преводу Неде Николић Бобић.
Књига је прва у низу уметничко-документарног серијала у оквиру пројекта „Гласови утопије“, на којем Светлана Алексијевич ради од 1985. године.

## О аутору
Свјетлана Александровна Алексијевич (1948, Станислав, Украјина), совјетска је и белоруска књижевница, новинарка и сценариста документарних филмова. Сем романа написала је двадесетак сценарија за документарне филмове и три драме. Пише на руском језику.

## О књизи
Књига Рат нема женско лице је исповест, документ и дневник људског сећања. Кроз књигу проговара више од две стотине жена које описују како су као девојке које су сањале о томе да постану невесте, постале војници 1941. године. У Другом светском рату је учествовало око милион совјетских жена а које нису нису само спасавале и превијале рањенике, већ су и пуцале из снајперских пушака, дизале мостове у ваздух, одлазиле у извиђање и убијале непријатеља који је нападао њихову земљу, њихове домове и њихову децу.
Ауторка је провела четири године радећи на овој књизи. Посетила је преко сто градова, вароши и села, бележећи приче и сећања ратних ветеранки. Јунакиње прича Светлане Алексијевич, од којих су многе још малолетне, добровољно су отишле на фронт и веровале како треба обранити домовину од непријатеља који је напао њихову домовину. Због своје храбрости су одликоване, но након рата није им се било лако вратити у цивилни живот. Њихов разговор са ауторком књиге био је једина прилика да проговоре о ономе што су проживеле и и тако дају женско виђење ратних страхота.
Следећим реченицама Свјетлана Александровна Алексијевич објашњава зашто је писала ову књигу:
| „ | Женске приче су другачије и о другом. “Женски” рат има своје боје, своје мирисе, своје освјешћење и свој простор осјећања. Своје ријечи. Тамо нема хероја ни невјероватних подвига, тамо постоје само људи који се баве нељудским и људским послом. И не пате само они (људи!), него и земља, и птице, и дрвеће. Сви који с њима живе на земљи. Пате и без ријечи, што је најстрашније. Али зашто?, питала сам се безброј пута. Зашто, када су заузеле и одбраниле своје мјесто у некадашњем мушком свијету, зашто нису одбраниле и своју причу? Своје ријечи и своја осјећања? Зашто нису повјеровале саме себи? Од нас је скривен цио један свијет. Њихов рат је остао непознат…Хоћу да напишем причу о таквом рату. Женску причу. | ” |

| „ | Не пишем о рату, већ о човјеку у рату. Не пишем историју рата, већ историју осјећања. Ја сам – историчар душе. С једне стране исљеђујем конкретног човјека, који је живио у конкретном времену и учествовао у конкретним догађајима, а с друге стране, треба у њему да посматрам вјечног човјека. | ” |

## Пријем
Књига Рат нема женско лицеје преведена на више од двадесет језика. Добила је неколико престижних награда: награду Ryszard Kapuszczynski (2011) за најбољи рад у жанру репортаже, награда Angelus (2010) и друге.